# AS Faso-Yennenga

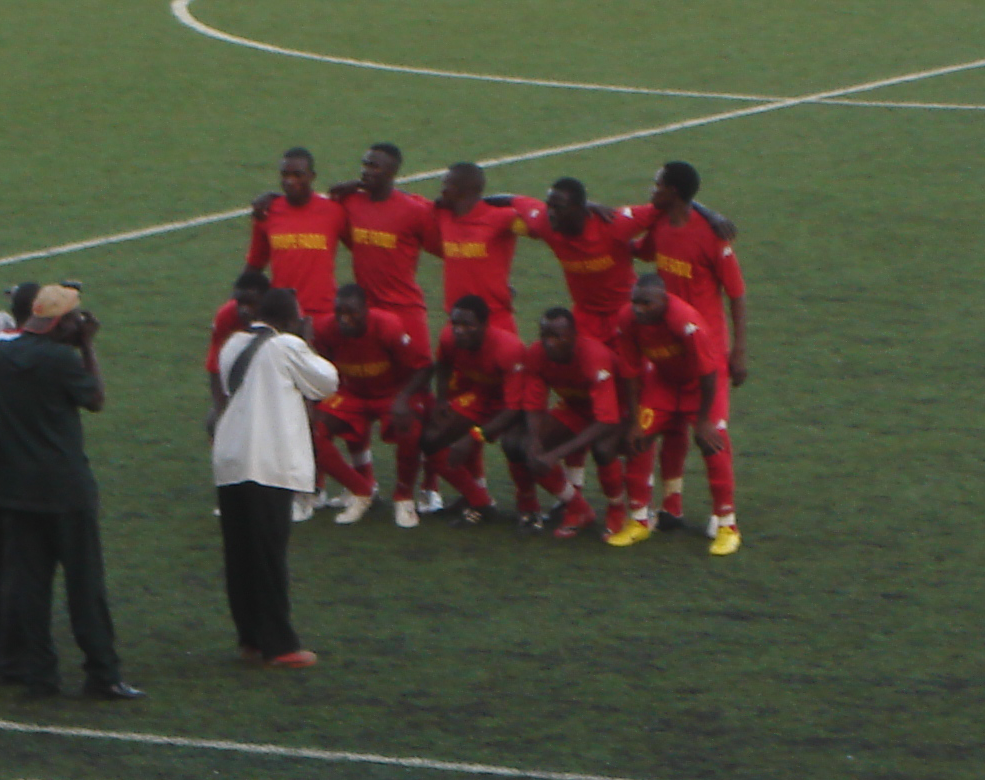
Team van 2008

AS Faso-Yennenga is een Burkinese voetbalclub uit de hoofdstad Ouagadougou.
De club werd in 1947 opgericht door Ambroise Ouédraogo onder de naam Charles Lwanga Ouagadougou en fusioneerde later met Racing Club Ouagadougou en nam zo de huidige naam aan.

## Erelijst
Landskampioen
1973, 1989, 1995, 1999, 2002, 2003, 2004, 2006, 2009, 2010, 2011, 2012, 2013
Beker van Burkina Faso
Winnaar: 1991, 2009, 2013, 2021
Finalist: 1987, 1990, 2003 2012
Burkinabé Leaders Cup
1989, 1990, 1994, 1995, 2000, 2001, 2002
Burkinabé SuperCup
2001/02, 2008/09

## Bekende spelers
- Issa Traore
- Mamadou Zongo

AJEB · US Comoé de Banfora · Racing Club de Bobo · AS Douanes · AS Faso-Yennenga · AS Fonctionnaires · US Forces Armées · Rail Club du Kadiogo · ASEC Koudouguou · Majestic SC · Étoile Filante Ouagadougou · US Ouagadougou · AS Police · Rahimo FC · Salitas FC · AS SONABEL